# Antoni Dąbrowski (major)
Antoni Dąbrowski herbu Rawicz – major w powstaniu kościuszkowskim, porucznik 3. Brygady Kawalerii Narodowej w 1792